# 交響曲第4番 (シュポーア)
交響曲第4番 へ長調 作品86「音の浄化」(独: Sinfonie Nr. 4 'Die Weihe der Töne' op. 86) は、ドイツの作曲家ルイ・シュポーアが1832年に作曲した交響曲。副題は詩人カール・プファイファーの詩による。またこの副題はしばし、「音の奉献」とも訳される。
初演は1835年にロンドンにて行われた。

## 編成
フルート2（ピッコロ持ち替え)、オーボエ2、クラリネット2、ファゴット2、ホルン4、トランペット2、トロンボーン3、ティンパニ、トライアングル、シンバル、バスドラム、スネアドラム、弦5部

## 楽曲構成
全4楽章からなる。演奏時間は約38分。
- 第1楽章 Largo - Allegro
- 第2楽章 Andantino
- 第3楽章 Tempo di Marcia
- 第4楽章 Larghetto - Allegretto